# Alt Herzberg
Alt Herzberg ist ein Wohnplatz der amtsfreien Stadt Herzberg (Elster) im Landkreis Elbe-Elster in Brandenburg. Der Ort liegt unmittelbar an der Schwarzen Elster.

## Geschichte
In der zweiten Hälfte des 12. Jahrhunderts entstand an der Stelle, wo eine alte, wichtige Fernhandelsstraße die Schwarze Elster überquerte, eine Kaufmannsiedlung mit einer Nikolaikirche, die später zum Marienpatrozinium wechselte. An diesem Übergang erbauten die Grafen von Brehna um 1184 eine Burg, deren Standort bisher nicht gefunden werden konnte. Hier gründeten sie auch eine Münze, die für 1254 bezeugt ist. Aus der Kaufmannssiedlung entwickelte sich schon Ende des 12. Jahrhunderts die Stadt Herzberg als eine einfache Anlage an der West-Ost-Fernhandelsstraße mit Markterweiterung. Der Ort war zwischen 1346 und 1495 unter den Namen Aldenherczberg, Alden-Herczenberg und Antiqua Herzberg bekannt. Im Jahr 1474 war Altherzberg im Besitz der Gebrüder Kune und der Familie von der Dahme. Zum Ort gehörten ein Freihof und eine Mühle. 1533 verkauften die Kunes ihren Altherzberger Besitz an den Rat der Stadt Herzberg. Während des Dreißigjährigen Krieges wurde der Ort von schwedischen Truppen vollständig zerstört. Mit der Ansiedlung einer Maschinenfabrik am Anfang des 19. Jahrhunderts begann östlich des Ortes die Entwicklung eines Industriegebietes. Weitere Unternehmen siedelten sich bis in die Mitte des 20. Jahrhunderts dort an. Unter anderem entstand ein Werk zur Futtermittelherstellung, dessen Silotürme das Stadtbild im Osten Herzbergs beherrschen. 1938 wurde Altherzberg in die Stadt Herzberg (Elster) eingemeindet.

## Bauwerke
Die unter Denkmalschutz stehende Dorfkirche Altherzberg wurde auf dem Feldsteinfundament eines Vorgängerbaus errichtet. Die ehemalige Dorfschule des Ortes ist ebenfalls in der Denkmalliste des Landes Brandenburg aufgeführt.

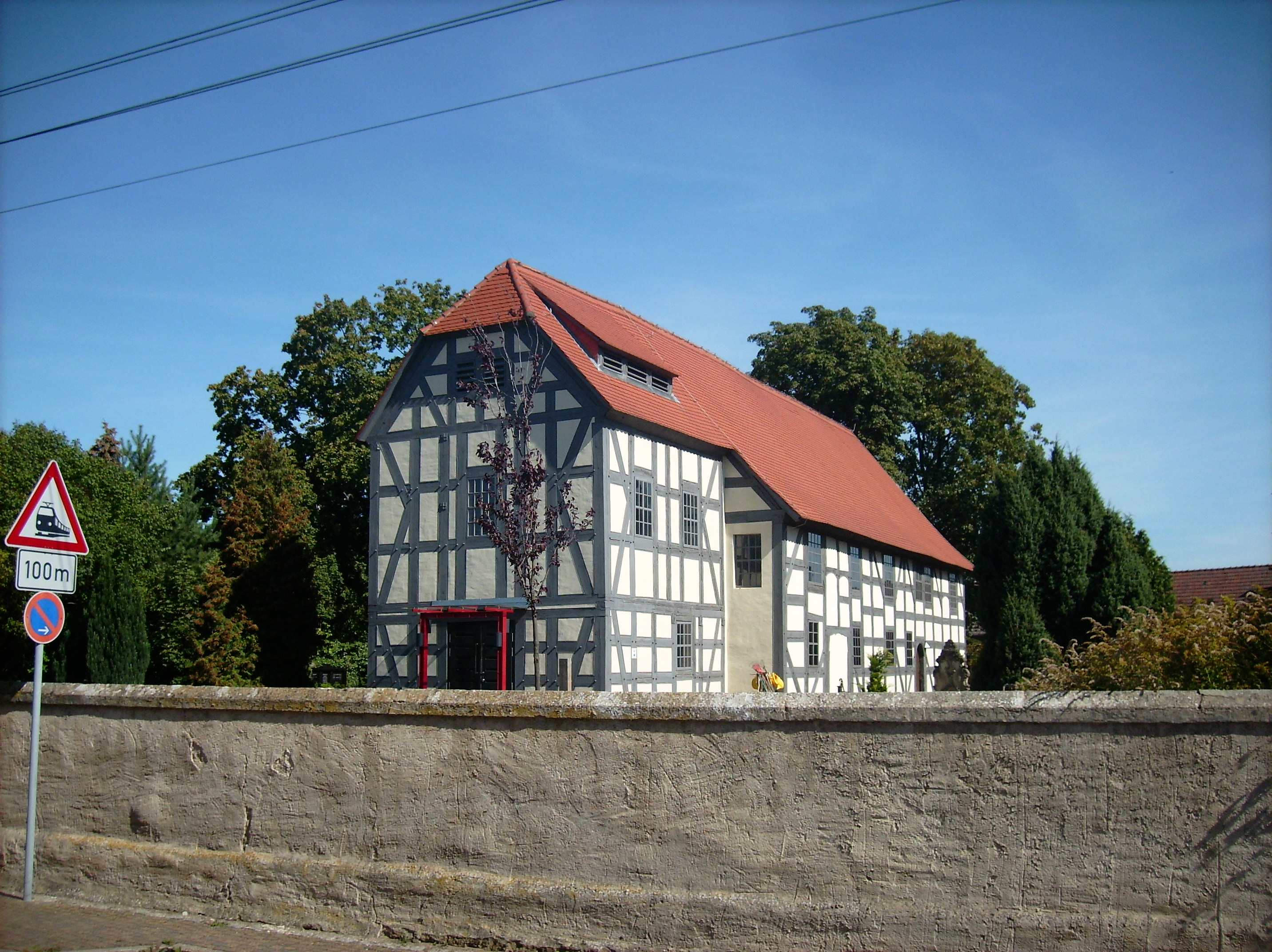
Fachwerkkirche Altherzberg